# Aufschlag (Badminton)
Der Aufschlag gilt im Badminton als einer der schwierigsten Schläge, da die Spieler einerseits versuchen, schon mit diesem ersten Schlag einen Vorteil zu erlangen und andererseits wie bei keinem anderen Schlag eine Vielzahl von begrenzenden Regeln beachten müssen, damit sie selbst keinen Fehler machen. Aufgrund der Schwierigkeit einer genauen Beurteilung werden im höherklassigen Spielbetrieb Aufschlagrichter eingesetzt.
Der Spieler, der einen Aufschlag ausführt, wird Aufschläger genannt. Der gegnerische Spieler, der einen Aufschlag annimmt, wird Rückschläger genannt. Der Schlag, den der Rückschläger ausführt, wird „return“ genannt.

## Die wichtigsten Aufschlagregeln bzw. Aufschlagfehler
Für einen korrekten Aufschlag sind die nachfolgenden Regeln zu beachten.

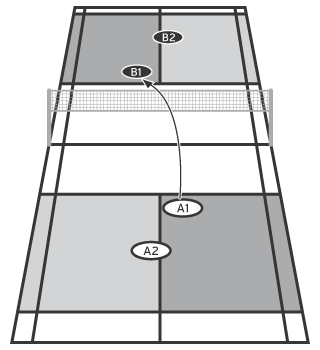
Stellung während des Aufschlags beim Doppel

- Der gesamte Federball (nicht nur der Berührungspunkt) muss im Moment, in dem der Schläger den Ball trifft, weniger als 1,15 m vom Boden entfernt sein. Eine alternative Regel legt fest, dass der Ball sich unterhalb der Taille des Aufschlägers befinden muss. Dabei wird die Taille im Badminton als imaginäre Linie um den Körper des Aufschlägers bezeichnet, die sich unmittelbar unterhalb des untersten Rippenbogens befindet. Aufgrund der anatomischen Unterschiede der verschiedenen Spieler ist diese Linie oft nicht genau zu bestimmen. Aus diesem Grund dient die Höhe des Ellenbogens eines senkrecht herunterhängenden Armes als Orientierungshilfe.
- Der Ball muss zuerst an der Basis, also dem Kork, getroffen werden.
- Der Schlägerschaft muss höher als der Schlägerkopf sein.
- Beide Füße des Aufschlägers (wie im Übrigen auch des Rückschlägers) müssen zumindest mit jeweils einem Teil fest auf dem Boden bleiben, bis der Aufschlag ausgeführt ist. Ein Drehen des Fußes oder das Nachziehen sind also nicht erlaubt.
- Beide Füße müssen sich innerhalb der Begrenzungslinien des jeweiligen Aufschlagfeldes befinden, ohne die Linien zu berühren.
- Die bei spielbereitem Ball einmal eingeleitete Vorwärts- und Schlagbewegung des Schlagarmes darf nicht mehr verzögert werden, bis der Aufschlag ausgeführt ist.
- Der Ball muss nach dem Verlassen des Schlägers aufwärts über das Netz fliegen.
- Wird der Ball vom Rückschläger nicht geschlagen, muss er im diagonal gegenüberliegenden Aufschlagfeld landen.
- Beim Einzel gilt: bei geradem Punktestand des Aufschlägers (0, 2, 4 …) erfolgt der Aufschlag aus der rechten Feldhälfte seiner Sicht, bei ungeradem Punktestand (1, 3, 5 …) von links.

## Aufschlagvarianten

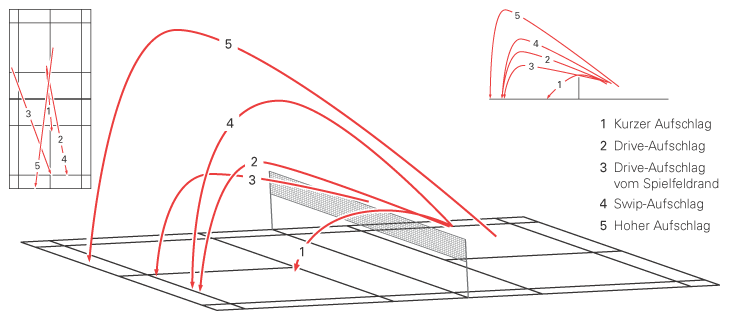
Verschiedene Aufschlagvarianten

Kurzer AufschlagDer kurze Aufschlag (1) ist die Standard-Spieleröffnung beim Doppel und hat sich vorwiegend in höheren Spielklassen auch im Einzel durchgesetzt. Die Flugkurve des Balles sollte ihren höchsten Punkt vor dem Überqueren des Netzes haben und möglichst flach sein, so dass es dem Gegner nicht oder nur schwer möglich ist, mit einem direkten Angriff zu reagieren. Ein getäuschter (z. B. geschnittener) kurzer Aufschlag Richtung Außenlinie kann gerade im Doppel als erfolgreiche Variante eingesetzt werden, wenn der Gegner versucht, die Aufschläge besonders aggressiv zu attackieren.
Drive-AufschlagEin Überraschungsaufschlag, bei dem versucht wird, durch einen schnellen, harten und möglichst flachen Aufschlag z. B. die Rückhandseite des Gegners anzuspielen oder direkt auf den Körper zu treffen (2). Der Schläger wird dabei möglichst hoch genommen, muss aber der Regel genügen, dass der Schlägerschaft abwärts gerichtet ist (Griff oben) und der Ball unterhalb der Taille getroffen wird. Eine Variante ist der Drive-Aufschlag vom Spielfeldrand (3). Der von der Seite kommende Ball ist schwer abzuschätzen, und die Aufschlagannahme ist schwierig, wenn der Ball auf die Rückhandseite gespielt wird.
Swip-AufschlagBei dieser Variante wird ein kurzer Aufschlag angetäuscht, der Schläger aber im letzten Moment aus dem Handgelenk beschleunigt und der Ball überfliegt den Gegner (4). Der Aufschlag muss dabei so ausgeführt werden, dass der Gegner den Ball nicht schon im Vorbeiflug erwischt, sondern nur im Zurücklaufen. Die Flugbahn sollte auch nicht zu hoch sein, um dem Gegner möglichst wenig Zeit zum Erlaufen des Balles zu geben. Misslingt dieser risikoreiche Aufschlag, beendet meist ein Smash den Ballwechsel zu Ungunsten des Aufschlägers.
Hoher AufschlagDer hohe Aufschlag wird in der Regel mit der Vorhand ausgeführt. Er stellt besonders im Einzel eine Alternative zum kurzen Aufschlag dar. Der Ball wird kraftvoll möglichst hoch und bis zur hinteren Grundlinie des Feldes geschlagen (5). Im Idealfall ist der höchste Punkt der Flugkurve kurz vor der Grundlinie. Der Gegner wird so gezwungen, zum Erreichen des Balles bis zum Spielfeldende zu laufen. Der schnelle und steile Fall des Balles erschwert zudem das Abschätzen des optimalen Balltreffpunktes für den Rückschlag. Nachteilig wirkt sich jedoch die direkte Angriffsmöglichkeit des Gegners aus, weshalb diese Aufschlagvariante mit wachsendem Niveau des Gegners und der Spielklasse immer seltener gesehen wird.
Sidek-AufschlagDieser Aufschlag ist nach den Sidek-Brüdern aus Malaysia benannt worden und fand in den 1980er Jahren eine schnelle Verbreitung. Beim Aufschlag wird der Ball mit den Federn nach unten gehalten und an diesen zuerst getroffen, wobei der Schlägerkopf während des Rückhandaufschlags zusätzlich zur Vorwärtsbewegung noch eine seitliche Bewegung ausführt. Der Federball wird dadurch extrem angeschnitten und bewegt sich infolgedessen auf einer sehr unruhigen, taumelnden Flugbahn. Ziel ist es, dass diese unruhige Flugbahn bis zum Auftreffen auf den gegnerischen Schläger anhält und der Ball unkontrolliert returnierbar wird. Diese Aufschlagvariante wurde später verboten.

## Sonstiges
Im Gegensatz zu den meisten anderen Rückschlagspielen wird bei Badminton auch dann weitergespielt, wenn der Ball beim Aufschlag das Netz berührt, solange er danach seinen Weg weiter in das Aufschlagfeld des Gegners fortsetzt. Statt von Aufschlag wird umgangssprachlich oft auch von Angabe gesprochen.